# Клебарк-Малий
Клебарк-Малий (пол. Klebark Mały, нім. Klein Kleeberg) — село в Польщі, у гміні Пурда Ольштинського повіту Вармінсько-Мазурського воєводства.
Населення — 464 особи (2011).

## Демографія
Демографічна структура станом на 31 березня 2011 року:
|          | Загалом | Допрацездатний вік | Працездатний вік | Постпрацездатний вік |
| -------- | ------- | ------------------ | ---------------- | -------------------- |
| Чоловіки | 230     | 53                 | 163              | 14                   |
| Жінки    | 234     | 58                 | 154              | 22                   |
| Разом    | 464     | 111                | 317              | 36                   |